# Takuto Hayashi
Takuto Hayashi (jap. 林 卓人, Hayashi Takuto; * 9. August 1982 in Ibaraki, Präfektur Osaka) ist ein japanischer Fußballspieler.

## Karriere
Takuto Hayashi erlernte das Fußballspielen in der Jugendmannschaft des Ibaraki FC sowie in den Schulmannschaften der Ibaraki Municipal Yosei High School und der Konko Osaka High School. Seinen ersten Vertrag unterschrieb der Torwart 2001 bei Sanfrecce Hiroshima. Der Verein aus Hiroshima, einer Hafenstadt im Südwesten der japanischen Hauptinsel Honshū, spielte in der höchsten Liga des Landes, der J1 League. Ende 2002 musste er mit Sanfrecce in die zweite Liga absteigen. Im darauffolgenden Jahr wurde er mit dem Club Vizemeister der J2 League und stieg direkt wieder in die erste Liga auf. Nach nur zwei Einsätzen verließ er Ende 2004 den Club und schloss sich Anfang 2005 dem Zweitligisten Hokkaido Consadole Sapporo aus Sapporo an. Von Mitte 2007 bis Ende 2009 wurde er an den Ligakonkurrenten Vegalta Sendai nach Sendai ausgeliehen. Mit dem Club wurde er Ende 2009 Meister der zweiten Liga und stieg in die erste Liga auf. Nach Ende der Ausleihe wurde er von Sendai Anfang 2010 fest verpflichtet. 2012 wurde er mit Sendai Vizemeister des Landes. Nach 247 Spielen für Sendai unterschrieb er 2014 wieder einen Vertrag bei seinem ehemaligen Club Sanfrecce Hiroshima. Mit Hiroshima wurde er 2014 Meister und 2018 Vizemeister. 2014 stand er mit dem Club im Finale des J. League Cup. Im Endspiel unterlag man Gamba Osaka mit 3:2.

## Erfolge
Sanfrecce Hiroshima
- Japanischer Zweitligavizemeister: 2003  ▲
- Japanischer Meister: 2015
- Japanischer Vizemeister: 2018
- Japanischer Ligapokalfinalist: 2014
- Japanischer Supercup-Sieger: 2014, 2016

Vegalta Sendai
- Japanischer Zweitligameister: 2009  ▲
- Japanischer Vizemeister: 2012